# Responsible Business Alliance
 (mai 2020).
Responsible Business Alliance, abrégée en (RBA), appelée jusqu'en octobre 2017 Electronic Industry Citizenship Coalition, est une organisation à but non lucratif composée de grandes sociétés de l'électronique qui se sont engagées à adhérer à un code de conduite sur la durabilité et à améliorer la responsabilité sociale d'entreprises.
Le siège social est à Alexandria, USA.

## Historique
L'EICC a été fondé en 2004 par un petit groupe de fabricants d'électronique sous l'appellation Electronic Industry Code of Conduct. Dans la phase initiale, des volontaires ont été principalement employés. À partir de 2013, l'association fera appel à des salariés.

## Domaine d'actions
C'est à travers des enquêtes et des audits que l'association exerce son expertise.  

## Entreprises membres
- AcBel Polytech
- Acer
- Adobe Inc.
- Advanced Micro Devices
- Advanced Semiconductor Engineering
- Amazon
- Amkor Technology
- Analog Devices
- Apple
- Applied Materials
- Arista Networks
- Arris Group
- ASML Holding
- ASUSTeK Computer
- Avaya
- Best Buy
- BlackBerry
- Broadcom
- Brocade
- Celestica
- Chicony Electronics
- Ciena
- Cisco
- Citrix
- Compal Electronics
- Dell
- DirecTV
- Eastman Kodak Company
- Edwards
- EMC Corporation
- Fabrinet
- Fairchild Semiconductor
- FCI Electronics
- Flextronics
- Foxconn
- Freescale
- Garmin
- Genband
- Hewlett-Packard
- HGST
- HTC
- Hypertechnologies Ciara
- IBM
- Intel
- International Rectifier
- Isola Group
- Jabil
- Juniper Networks
- KLA-Tencor
- Konica Minolta
- KYE Systems
- Lenovo
- Lexmark
- LG Electronics
- Logitech
- Longwell Company
- Marvell
- Micron Technology
- Microsoft
- ModusLink
- Molex
- Motorola Mobility
- Motorola Solutions
- NetApp
- Netgear
- New Kinpo Group
- Nu Mark
- Nvidia
- NXP Semiconductors
- ON Semiconductor
- Oracle
- Pace Plc
- PCH International
- Pegatron
- Philips
- Plexus
- Powertech Technology
- Qorvo
- Qualcomm
- Quanta Computer
- Samsung Electronics
- SanDisk
- Sanmina-SCI
- Seagate Technology
- Senju Metal
- Sierra Wireless
- SK Hynix
- Skyworks
- SMART Modular Technologies
- Sony
- Spansion
- STMicroelectronics
- SunEdison
- Symantec
- Taiwan Chinsan Electronics
- Industrial Co.
- TSMC
- Technicolor SA
- Texas Instruments
- Tokyo Electron
- TomTom
- Toshiba
- TT Electronics
- Vishay
- Western Digital
- Wistron
- Xerox
- XP Power
- Zebra Technologies

## Liens
- Website officiel
- Le code de conduite de l'EICC (anglais, PDF)

## Sources
1. 1 2  (en) « Historique ». Responsible Business Alliance
2. ↑  (en) « EICC Strengthens Code of Conduct, Adds Key Worker Protections in Fight Against Forced Labor » (consulté le 22 avril 2020) sur sustainablebrands.com.